# Zbrodnia w Kumowej Dolinie
Zbrodnia w Kumowej Dolinie – zbrodnia nazistowska popełniona w lesie koło Chełma przy trasie na Krasnystaw w ramach Akcji AB w dniach 3 i 4 lipca 1940. Funkcjonariusze gestapo rozstrzelali co najmniej 115 osób aresztowanych w powiatach chełmskim, krasnostawskim i zamojskim. Wśród ofiar znaleźli się głównie politycy, działacze samorządowi, ziemianie, nauczyciele oraz inni przedstawiciele lokalnej inteligencji z Chełma i Krasnegostawu. O wytypowanie osób pochodzących z Chełma posądzano niemieckich kolonistów z Kamienia – Lindnerów.

## Przebieg zbrodni
Osoby aresztowane w Krasnymstawie zatrzymano w dniu 5 czerwca 1940. Gestapo podstępem zwabiło przedstawicieli miejscowej inteligencji do budynku gimnazjum. Tam zostali oni aresztowani i przewiezieni do więzienia, gdzie poddawano ich torturom. Aresztowań dokonał Oberscharführer-SS Hugo Raschendorfer, Niemiec sudecki. Po 1-2 dniowym pobycie w krasnostawskim więzieniu zostali przewiezieni samochodami do więzienia w Chełmie. Trzymano ich tam około miesiąca. Aresztowani byli rygorystycznie izolowani, nie przyjmowano paczek od rodzin i udzielano fałszywych informacji co do ich miejsca pobytu. 3 i 4 lipca 1940 (według innej wersji w nocy) grupę krasnostawską i chełmską przewieziono trzema samochodami krytymi plandeką do lasu Góry za Kumową Doliną k. Chełma. Aresztowanych przewieziono do małej dolinki, a następnie rozstrzelano. Zwłoki ofiar wrzucone zostały do dołów po wybranym piachu i zasypane. Zgodnie z relacjami okolicznych mieszkańców, ofiary przysypano tylko częściowo. Niemcy wrócili na miejsce kaźni, wylali do dołu benzynę i podpalili. Ofiary, które były ranne i jeszcze żyły, spalono żywcem lub zaduszono. Istnieje również informacja mówiąca, że Niemcy wydobyli zwłoki ofiar w 1943 roku i następnie spalili je w lesie Borek.
Potem Niemcy dokonywali tu ponownie egzekucji w latach 1943–1944.

## Ofiary
Niektóre z ofiar: 
- Henryk Bałazy – chorąży WP
- Edward Bieńkowski
- Jerzy Bieńkowski
- Leon Epsztein
- Mieczysław Godlewski - notariusz
- Paweł Gutowski
- Stanisław Huskowski
- Józef Janisławski
- Kazimierz Janisławski
- Feliks Kaczorowski
- Wincenty Kociuba – poseł na Sejm RP
- Tadeusz Kowalewski
- Stanisław Krawczyk
- Jan Łabica
- Wisław Meysztowicz
- Michał Niewidziajło
- Feliks Pawłowski
- Wacław Piwowarski
- Edmund Prost – kapitan WP
- Stefania Pyszora
- Jan Rusek
- Leon Sawicki
- Jan Stafiński
- Jerzy Stępniewski – nauczyciel gimnazjalny
- Karol Szczotka – porucznik WP
- Jan Sztaba – dyrektor cukrowni w Rejowcu
- Stefania Szwedówna – działaczka harcerska
- Tadeusz Tomaszewski – Prezydent Chełma
- Stefan Umiński – Wiceprezydent Chełma
- Czesław Wierzbicki
- Stanisław Wilczkiewicz
- Maria Wirska – nauczycielka
- Paweł Wisz
- Michał Wiśniewski
- Teofil Zacharjasiewicz
- Kazimierz Żurawski – lekarz i oficer WP

## Upamiętnienie
W miejscu egzekucji w 1963 roku wybudowano z fundacji mieszkańców Chełma i rodzin pomordowanych pomnik upamiętniający ofiary zbrodni. Pomnik odsłonięto  w dniu 5 czerwca 1966 roku. W bazylice Najświętszej Marii Panny w Chełmie znajduje się ponadto pamiątkowy pomnik i tablice z nazwiskami pomordowanych.